# Pseudacteon disneyi
Pseudacteon disneyi är en tvåvingeart som beskrevs av Pesquero 2000. Pseudacteon disneyi ingår i släktet Pseudacteon och familjen puckelflugor. Inga underarter finns listade i Catalogue of Life.